# Vauzeichen-Eckflügelspanner
Der Vauzeichen-Eckflügelspanner (Macaria wauaria), auch Johannisbeerspanner oder Braunes V genannt, ist ein Schmetterling (Nachtfalter) aus der Familie der Spanner (Geometridae).

## Merkmale

### Falter
Die Flügelspannweite der Falter beträgt 22 bis 30 Millimeter. Alle Flügel haben eine zumeist hellgraue bis violettgraue Grundfärbung. Der Apex ist leicht eckig. Am Vorderrand befinden sich vier dunkelbraune Flecke, von denen der zweite von innen mit einem markanten V-förmigen Winkelstrich verlängert ist. Die Hinterflügel zeigen ein leicht verdunkeltes Saumband. Die Fühler der Männchen sind beidseitig kurz gekämmt.

### Ei
Das längliche ovale Ei hat zunächst eine grüne Farbe, die sich später in Braunrot wandelt. Es ist mit einem unregelmäßigen polygonalen Netzwerk versehen und zeigt an den Winkeln kleine weiße Warzen.

### Raupe
Die Raupen sind querfaltig und haben zunächst eine grünliche oder bläuliche Färbung. Vor der Verpuppung nehmen sie eine violettbraune Farbe an. Sie sind mit schwarzen, beborsteten Punktwarzen versehen. Die Rückenlinie ist dunkel und weiß gesäumt, die Seitenstreifen sind breit gelb.

### Puppe
Die Puppe ist sehr schlank und rotbraun gefärbt. Am Kremasterende ist sie kurz gegabelt.

## Geographische Verbreitung und Vorkommen
Der Vauzeichen-Eckflügelspanner kommt von Marokko durch Europa bis ins Amurgebiet sowie nach Kamtschatka und Zentralasien vor. Nördlichstes Verbreitungsgebiet ist Lappland.  Außerdem gibt es Vorkommen in Labrador. Die Art bewohnt Heckengebiete, Waldränder, Obstwiesen, sowie Parklandschaften. Sie ist auch vermehrt in siedlungsnahen Obstgärten zu finden und kann als Kulturfolger bzw. Kulturbegleiter bezeichnet werden. Im Gebirge ist sie noch in Höhen von 1700 Metern zu finden.

## Lebensweise
Die nachtaktiven Falter fliegen in einer Generation in den Monaten Juni und Juli. Sie besuchen künstliche Lichtquellen. Die Raupen leben von April bis Juni und ernähren sich von den Blättern verschiedener Obststräucher. Zu den Futterpflanzen zählen:
- Rote Johannisbeere (Ribes rubrum)
- Schwarze Johannisbeere (Ribes nigrum)
- Alpen-Johannisbeere (Ribes alpinum)
- Stachelbeere (Ribes uva-crispa)

Die Verpuppung erfolgt am oder im Boden. Die Art überwintert als Ei.

## Gefährdung
Die Art kommt in allen deutschen Bundesländern vor und wird auf der Roten Liste gefährdeter Arten als nicht gefährdet geführt.